# Classe Sa'ar III
Ces patrouilleurs représentent la 3e génération de navires lance-missiles développés par la marine israélienne. Elles sont aussi connues sous le nom des vedettes de Cherbourg.

## Historique

### Développement
Suivant une méthode ayant déjà fait ses preuves, ces vedettes furent construites à Cherbourg (Cherbourg-Octeville depuis 2000, Cherbourg-en-Cotentin depuis 2016), sur des plans israéliens par les Constructions mécaniques de Normandie (CMN). En fait il s'agit de l'amélioration du stylisme des Sa'ar II avec intégration de nouveaux systèmes d'armes et équipements et suppression du sonar et armement de lutte anti-sous-marine. Ils furent les premiers navires à utiliser le missile antinavire Gabriel.
Six vedettes ont été construites par les chantiers navals de Cherbourg.

### L'affaire des vedettes de Cherbourg
Le 24 décembre 1969, alors que cinq des six vedettes sont sous embargo français, (la première unité INS Saar ayant quitté Cherbourg avant l'embargo), un commando de la marine israélienne se faisant passer pour des matelots norvégiens, prend possession des cinq navires qui appareillent nuitamment pour un périple de huit jours. Le 31 décembre, ces cinq navires arrivent en Israël.

### La guerre du Kippour
En 1973, lors de la guerre du Kippour, ces navires défirent la flotte syrienne lors de la bataille de Lattaquié puis la flotte égyptienne lors de la bataille de Damiette.

### Fin de service
La marine israélienne les retire en 1991.
Deux bateaux ont été coulés en 1994 pour servir de récifs artificiels. Les deux livrés au Chili en 1989 sont désarmés en 2000.

## Armement
À l'origine (1970), l'armement était composé d'un canon OTO Melera de 76 mm situé à l'avant de la superstructure, de 6 missiles Gabriel  Mk II, et de deux mitrailleuses de 12,7 mm.

## Liste des navires
- INS Saar
- INS Hamit
- INS Herev
- INS Hez
- INS Sufa
- INS Gash

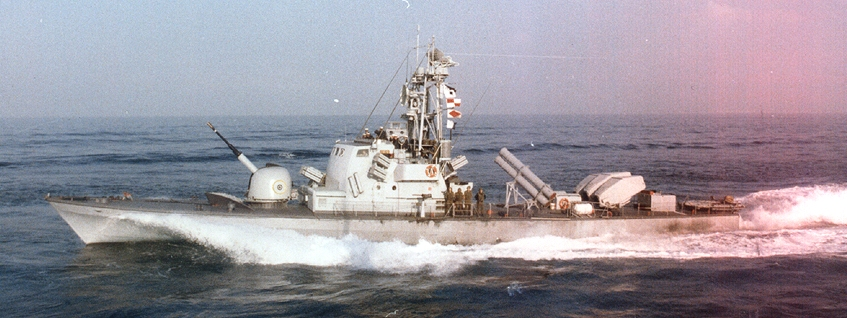
Un Sa'ar III au début des années 1980.

Les cinq dernières étaient les vedettes de Cherbourg.

### Autres pays utilisateurs
En février 1989, deux Sa'ar III furent vendues au Chili. La marine chilienne les reçoit le 3 mai 1989,, ils sont désarmés en 2000 :
- INS Hanit devint LM Iguigue (32)
- INS Hez devint LM Covadonga (33)